# Бени (певица)
Стелла Роуз Беннетт (англ. Stella Rose Bennett; род. 30 января 2000), известная как Benee (/ˈbɛniː/, стилизовано BENEE, ранее как Bene) — новозеландская певица и автор-исполнитель. В 2019 году Benee выиграла 4 награды New Zealand Music Awards, в категориях Single of The Year, Best Solo Artist, Best Breakthrough Artist и Best Pop Artist. Она наиболее известна по своим синглам «Glitter», «Soaked» и хиту «Supalonely», получившему популярность благодаря платформе TikTok. С 2018 года Benee 4 раза попадала в чарт Triple J Hottest 100, в том числе 3 раза в список 2019 года.

## Биография
Родилась 30 января 2000 года в пригороде Grey Lynn Окленда (Новая Зеландия).
Она выросла в «действительно музыкальной» семье с родителями, которые знакомили её с музыкой Radiohead, Бьорк и Groove Armada. С восьмилетнего возраста Benee начала брать уроки игры на гитаре в начальной школе, прежде чем начать брать уроки игры на саксофоне в средней школе. В конце концов, Benee бросила всю музыку, чтобы найти свои приоритеты в водном поло. Она утверждает, что это «была [её] жизнь» и что она когда-то надеялась представлять Новую Зеландию на конкурсной основе. Позже Benee заинтересовалась сочинением и записью музыки в возрасте 17 лет, после того, как решила, что не хочет заниматься карьерой в водном поло. Benee посещала католическую школу для девочек колледж Святой Марии, где музыка была обязательной в течение четырех лет.

## Дискография
См. также «Benee discography» в английском разделе.

### Студийные альбомы
- Hey U X (2020)

### Мини-альбомы
| Fire on Marzz                          | - Дата выхода: 28 июня 2019 - Лейбл: Republic - Форматы: Цифровые загрузки, стриминг   | 13 | 75 | —  | —   | —   | — | — | - RMNZ: Gold |
| Stella & Steve                         | - Дата выхода: 15 ноября 2019 - Лейбл: Republic - Форматы: Цифровые загрузки, стриминг | 19 | —  | 91 | 150 | 138 | 5 | 2 |              |
| Lychee                                 | - Дата выхода: 4 марта 2022 - Лейбл: Republic - Форматы: Цифровые загрузки, стриминг   | 13 | —  | —  | —   | —   | — | — |              |
| прочерк «—» означает неучастие в чарте |                                                                                        |    |    |    |     |     |   |   |              |

## Награды и номинации
| Год  | Премия                   | Категория                       | Номинирован(а) | Результат    |
| ---- | ------------------------ | ------------------------------- | -------------- | ------------ |
| 2019 | APRA Music Awards        | Silver Scroll                   | «Soaked»       | В шорт-листе |
| 2019 | New Zealand Music Awards | Single of the Year              | «Soaked»       | Победа       |
| 2019 | New Zealand Music Awards | Best Solo Artist                | Fire on Marzz  | Победа       |
| 2019 | New Zealand Music Awards | Breakthrough Artist of the Year | Бени           | Победа       |
| 2019 | New Zealand Music Awards | Best Pop Artist                 | Бени           | Победа       |
| 2019 | MTV Europe Music Award   | Best New Zealand Act            | Бени           | Номинация    |
| 2020 | MTV Europe Music Award   | Best Push Act                   | Бени           | Номинация    |